# A1AA1A 68500
 (mai 2019).
Si vous disposez d'ouvrages ou d'articles de référence ou si vous connaissez des sites web de qualité traitant du thème abordé ici, merci de compléter l'article en donnant les références utiles à sa vérifiabilité et en les liant à la section « Notes et références ».
,,,
Les A1A-A1A 68500 sont des locomotives diesel/électriques de la Société nationale des chemins de fer français (SNCF) pour service mixte de voyageurs ou de marchandises. Elles ont été commandées le 7 juin 1961. Entrées en service en 1963, la dernière 68506 en activité est radiée du service actif en septembre 2011.

## Description
Les A1A-A1A 68500 sont des locomotives diesel de ligne à usage mixte voyageurs et marchandises. Elles ne diffèrent des A1A-A1A 68000 que par leur motorisation. Le moteur est un AGO - V12 de la SACM moins puissant. Les 68501 à 68504 ont la même silhouette que les 68001 à 68017 avec des cabines galbées aux angles, tandis que les 68505 à 68529 ont la même silhouette que les 68018 à 68081 avec des cabines avec montants d'angles en polyester. Un dispositif pneumatique compense les effets de cabrage de la caisse au démarrage. Un dispositif approprié permet de modifier la répartition des charges sur les essieux moteurs et porteur.

## Services effectués
En février 1968, huit d'entre elles ont été détachées au dépôt de Chambéry où elles ont connu leurs heures de gloire avec la traction des nombreux trains supplémentaires lors des Xes Jeux olympiques d'hiver de Grenoble. La A1A-A1A 68514 a servi au tournage du film Le Cerveau de Gérard Oury en 1968-1969. Elle apparaît notamment à Paris-Est (Paris-Nord dans le film) alors qu'elle a à peine un an et n'a pas encore reçu ses feux rouges.

### Dessertes voyageurs
- Paris-Est - Troyes - Belfort - Mulhouse - Bâle, en service international
- Grenoble - Veynes (pour essais en 1963)
- Grenoble - Gare (provisoire) de Grenoble-Olympique - Chambéry - Genève (en février 1968, en service international)
- Valence - Grenoble - Chambéry (en février 1968)
- Grenoble - Lyon (en février 1968) et sur des trains supplémentaires Paris - Grenoble entre Lyon et Grenoble (aussi en février 1968)

Depuis 2011, plus aucune A1A-A1A 68500 n'est en circulation commerciale. Seule la A1A-A1A 68540 roule encore grâce à l'association AAATV Centre Val-de-Loire, à qui la SNCF a confié la locomotive "par convention" en automne 2011.

### Dessertes marchandises
- Chalindrey - Merrey - Contrexéville - Vittel[5]
- Châlons-sur-Marne - Fère-Champenoise[6]

- Villeneuve-Saint-Georges - Valenton - Villiers-sur-Marne - Longueville - Troyes - Vesoul - Lure - Belfort - Mulhouse-Nord[6]

- Caen[5] - Sotteville - Amiens - Longueau - Tergnier - Laon - Reims[6]/Villeneuve-Saint-Georges - Valenton - Vaires[6]/Villers-Cotterets - Ormoy - Le Bourget - Bobigny - Vaires - Oulchy - Reims - Chalons-sur-Marne - Vitry-le-François - Saint-Dizier - Chaumont - Chalindrey[6]

- Troyes - Villeneuve-l'Archevêque[6]
- Chalindrey - Dijon
- Dijon - Morteau

## Parc

### Dépôt titulaire puis Établissement Maintenance Traction
Seul celui de Chalindrey a la gérance de tous les exemplaires de la série. Cependant, celui de Chambéry a eu gérance d'un détachement temporairement d'un lot de huit engins de Chalindrey en février 1968 à l'occasion des Xes Jeux olympiques d'hiver de Grenoble,.

### Liste

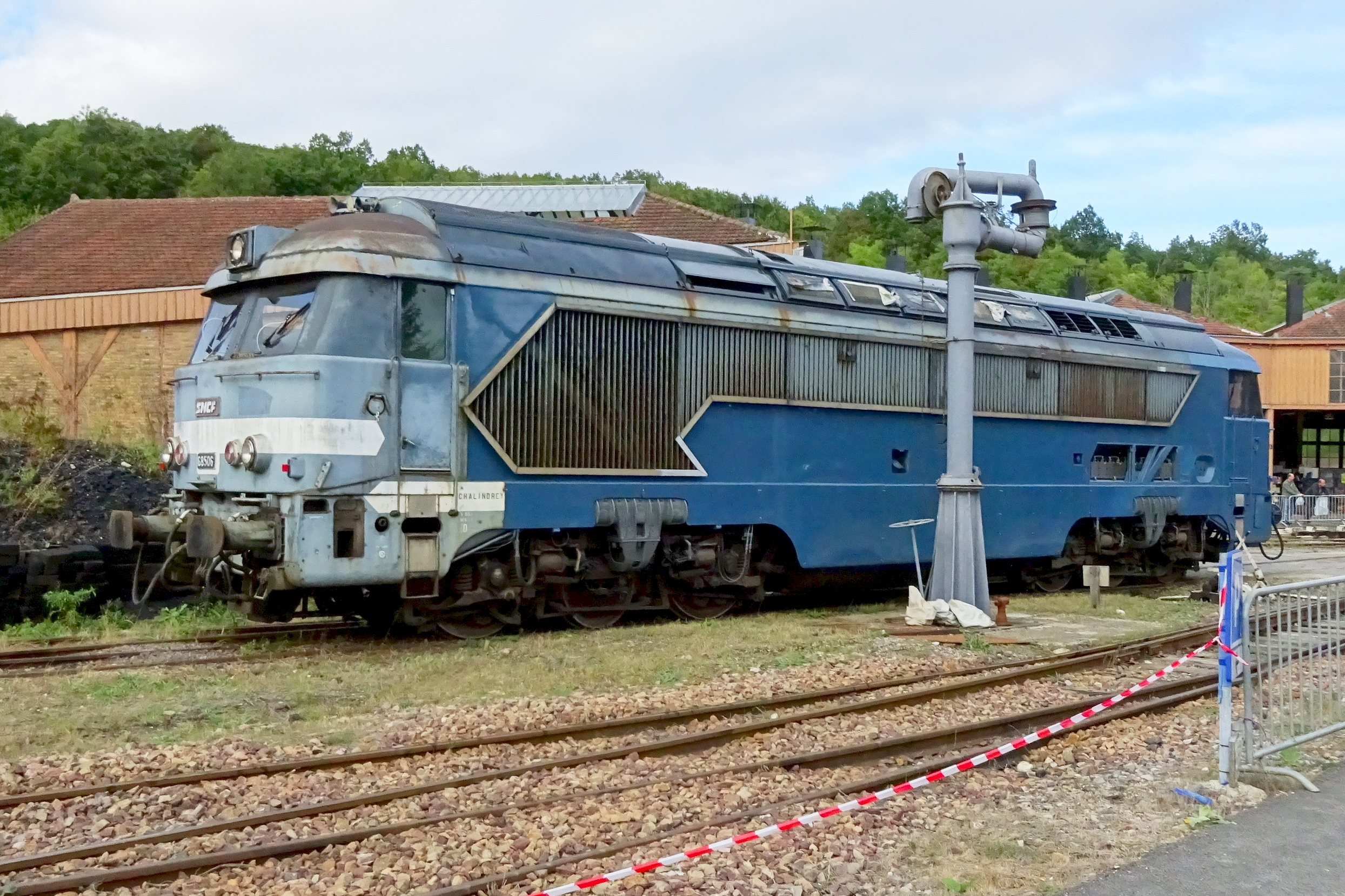
Le A1A-A1A 68506 de l'AJECTA en cours de restauration en 2016.

| Motrices | Mise en service   | Radiation                    | Livrée | Activité | Dépôts             |
| -------- | ----------------- | ---------------------------- | ------ | -------- | ------------------ |
| 68501    | 13 décembre 1963  | Transformée en A1A A1A 68005 | Bleue  | /        | Culmont-Chalindrey |
| 68502    | 28 mai 1964       | 23 juin 1994                 | Bleue  | /        | Culmont-Chalindrey |
| 68503    | 19 juin 1964      | 1er septembre 2003           | Bleue  | /        | Culmont-Chalindrey |
| 68504    | 4 juillet 1964    | 17 juin 2010                 | Bleue  | /        | Culmont-Chalindrey |
| 68505    | 25 novembre 1964  | 15 décembre 2003             | Bleue  | /        | Culmont-Chalindrey |
| 68506    | 1er avril 1965    | 20 septembre 2011            | Bleue  | /        | Culmont-Chalindrey |
| 68507    | 30 juillet 1965   | 3 décembre 2010              | Bleue  | /        | Culmont-Chalindrey |
| 68508    | 13 novembre 1965  | Transformée en A1A A1A 68084 | Bleue  | /        | Culmont-Chalindrey |
| 68509    | 8 novembre 1966   | 4 novembre 2002              | Bleue  | /        | Culmont-Chalindrey |
| 68510    | 2 décembre 1966   | Transformée en A1A A1A 68085 | Bleue  | /        | Culmont-Chalindrey |
| 68511    | 21 octobre 1966   | 23 juin 1994                 | Bleue  | /        | Culmont-Chalindrey |
| 68512    | 29 octobre 1966   | 17 juin 2010                 | Bleue  | /        | Culmont-Chalindrey |
| 68513    | 29 novembre 1966  | 11 mars 1996                 | Bleue  | /        | Culmont-Chalindrey |
| 68514    | 11 février 1967   | 11 mars 1994                 | Bleue  | /        | Culmont-Chalindrey |
| 68515    | 21 janvier 1967   | 29 novembre 2002             | Bleue  | /        | Culmont-Chalindrey |
| 68516    | 13 janvier 1967   | 11 mars 1994                 | Bleue  | /        | Culmont-Chalindrey |
| 68517    | 21 janvier 1967   | 11 mars 1996                 | Bleue  | /        | Culmont-Chalindrey |
| 68518    | 3 mars 1967       | 27 décembre 2004             | Bleue  | /        | Culmont-Chalindrey |
| 68519    | 10 mars 1967      | 30 décembre 2004             | Bleue  | /        | Culmont-Chalindrey |
| 68520    | 24 mars 1967      | 9 mars 2011                  | Bleue  | /        | Culmont-Chalindrey |
| 68521    | 27 avril 1967     | 8 juillet 2010               | Bleue  | /        | Culmont-Chalindrey |
| 68522    | 22 juin 1967      | 4 septembre 2009             | Bleue  | /        | Culmont-Chalindrey |
| 68523    | 14 juillet 1967   | 1er juillet 2011             | Infra  | /        | Culmont-Chalindrey |
| 68524    | 27 septembre 1967 | 1er décembre 2009            | Bleue  | /        | Culmont-Chalindrey |
| 68525    | 30 novembre 1967  | Transformée en A1A A1A 68083 | Bleue  | /        | Culmont-Chalindrey |
| 68526    | 12 décembre 1967  | 27 décembre 2004             | Bleue  | /        | Culmont-Chalindrey |
| 68527    | 27 janvier 1967   | 19 juin 2010                 | Bleue  | /        | Culmont-Chalindrey |
| 68528    | 12 avril 1968     | 1er août 2003                | Bleue  | /        | Culmont-Chalindrey |
| 68529    | 20 juin 1968      | Transformée en A1A A1A 68082 | Bleue  | /        | Culmont-Chalindrey |
| 68529    | Ex A1A A1A 68030  | 14 octobre 2003              | Bleue  | /        | Culmont-Chalindrey |
| 68530    | Ex A1A A1A 68022  | 29 décembre 2005             | Bleue  | /        | Culmont-Chalindrey |
| 68531    | Ex A1A A1A 68009  | 1er juillet 2011             | Bleue  | /        | Culmont-Chalindrey |
| 68532    | Ex A1A A1A 68024  | 13 décembre 2004             | Bleue  | /        | Culmont-Chalindrey |
| 68533    | Ex A1A A1A 68017  | 6 juillet 2010               | Bleue  | /        | Culmont-Chalindrey |
| 68534    | Ex A1A A1A 68085  | 15 décembre 2003             | Bleue  | /        | Culmont-Chalindrey |
| 68535    | Ex A1A A1A 68019  | 19 juin 2010                 | Bleue  | /        | Culmont-Chalindrey |
| 68536    | Ex A1A A1A 68004  | 17 mai 2011                  | Fret   | /        | Culmont-Chalindrey |
| 68537    | Ex A1A A1A 68023  | 4 juillet 2011               | Infra  | /        | Culmont-Chalindrey |
| 68538    | Ex A1A A1A 68005  | 30 mars 2011                 | Fret   | /        | Culmont-Chalindrey |
| 68539    | Ex A1A A1A 68084  | 30 mars 2011                 | Fret   | /        | Culmont-Chalindrey |
| 68540    | Ex A1A A1A 68039  | 1er juillet 2011             | Bleue  | /        | Culmont-Chalindrey |

### Préservation

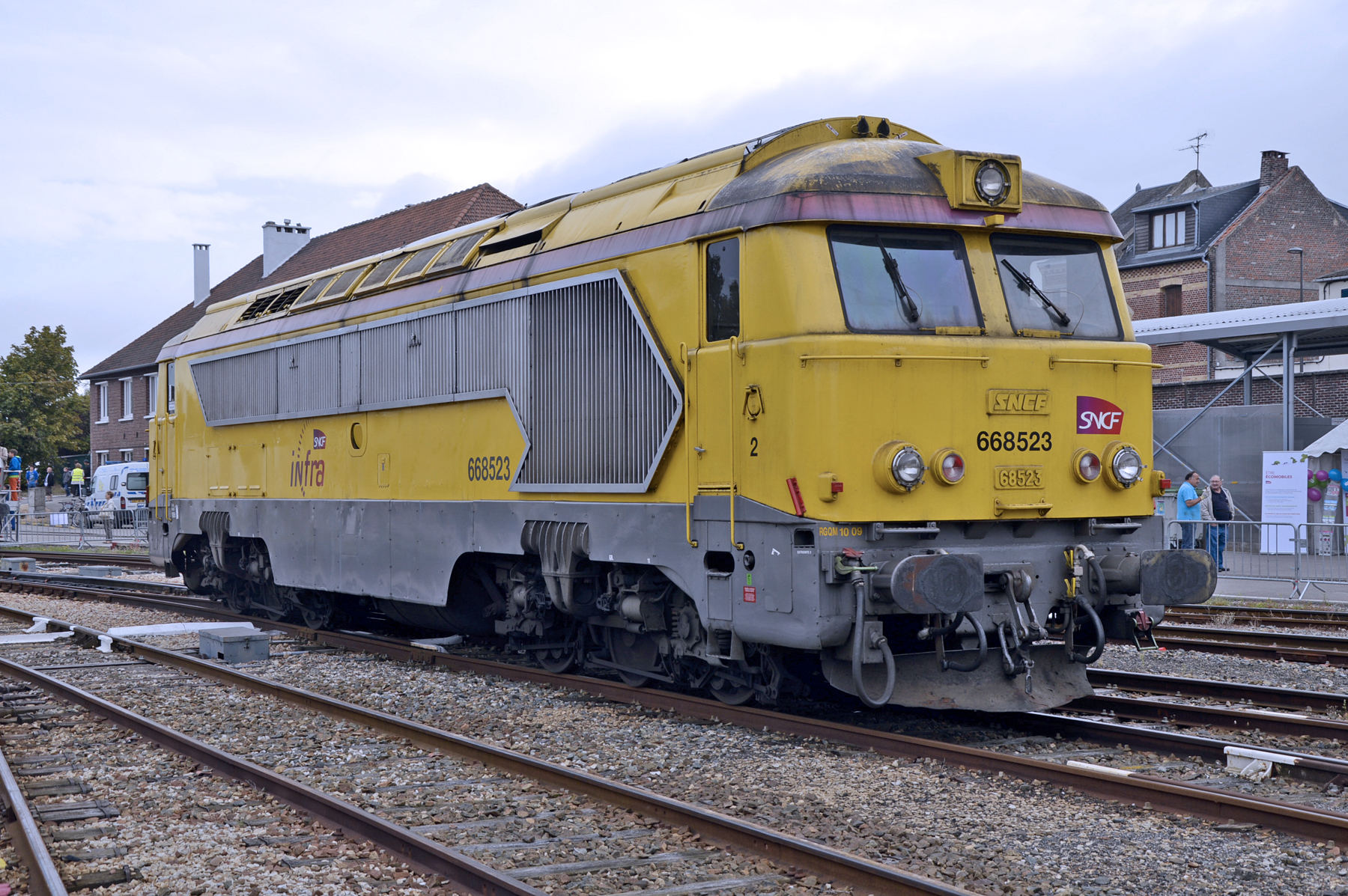
A1A-A1A 68523 de la Cité du train à Longueau.

- A1A-A1A 68506 : basée à Longueville, gérée par l'AJECTA
- A1A-A1A 68523 : basée à Mulhouse, Collection de La Cité du train
- A1A-A1A 68540 : basée aux Aubrais, gérée par l'« AAATV » (« Amicale des Anciens et Amis de la Traction à Vapeur », section Centre/Val de Loire)[10]

La A1A-A1A 68540 a retrouvé sa livrée bleue d'origine en 2013, grâce au travail de l'amicale.
La AIA-AIA 68535 est stockée par l'AJECTA à Longueville pour servir de magasin de pièces détachées, tout comme le 68539 ex-AAATV à Sotteville.

### Machines particulières
- A1A-A1A 68514 : elle fut utilisée au cinéma dans le film Le Cerveau.
- A1A-A1A 68521 : elle fut utilisée au cinéma dans le film Le Pacha

## Modélisme
Cette locomotive a été reproduite en HO par la marque artisanale Mistral (Stéphane Levaux) sur châssis Fleischmann, en production industrielle par les firmes Roco et en N par l'espagnole Mabar.